# Erie (Illinois)
Erie – wieś w Stanach Zjednoczonych, w stanie Illinois, w hrabstwie Whiteside.